# At War with Reality
At War with Reality – piąty album studyjny szwedzkiego zespołu muzycznego At the Gates. Wydawnictwo ukazało się 27 października 2014 roku nakładem wytwórni muzycznej Century Media Records. Materiał był promowany teledyskami do utworów „Death and the Labyrinth”, „Heroes and Tombs”, „The Book of Sand (The Abomination)” oraz „The Night Eternal”. W 2015 roku płyta otrzymała nagrodę szwedzkiego przemysłu fonograficznego Grammis w kategorii Årets Hårdrock/Metall. 

## Lista utworów
Opracowano na podstawie materiału źródłowego.
| Nr  | Tytuł utworu                             | Długość |
| --- | ---------------------------------------- | ------- |
| 1.  | „El altar del dios desconocido”          | 01:06   |
| 2.  | „Death and the Labyrinth”                | 02:32   |
| 3.  | „At War with Reality”                    | 03:08   |
| 4.  | „The Circular Ruins”                     | 04:27   |
| 5.  | „Heroes and Tombs”                       | 03:59   |
| 6.  | „The Conspiracy of the Blind”            | 03:18   |
| 7.  | „Order from Chaos”                       | 03:25   |
| 8.  | „The Book of Sand (The Abomination)”     | 04:27   |
| 9.  | „The Head of the Hydra”                  | 03:38   |
| 10. | „City of Mirrors” (utwór instrumentalny) | 02:05   |
| 11. | „Eater of Gods”                          | 03:50   |
| 12. | „Upon Pillars of Dust”                   | 02:39   |
| 13. | „The Night Eternal”                      | 05:42   |
|     |                                          | 44:16   |

## Skład zespołu
- Tomas Lindberg – śpiew
- Anders Björler – gitara
- Martin Larsson – gitara
- Jonas Björler – gitara basowa
- Adrian Erlandsson – perkusja